# سرگی پونومارنکو
سرگی پونومارنکو (روسی: Серге́й Владиленович Пономаренко؛ زادهٔ ۶ اکتبر ۱۹۶۰) رقصنده روی یخ اهل روسیه بود.